# Чемпіонат Англії з футболу серед жінок
Жіноча суперліга Футбольної асоціації (англ. The Football Association Women's Super League) — з 2010 року найвищий дивізіон у системі англійських жіночих футбольних ліг. Керує лігою Футбольна асоціація Англії.

## Історія
У 2010 році Футбольна асоціація Англії оголосила про створення нової ліги жіночого футболу, яка буде вищою за рівнем ніж Національний дивізіон жіночої Прем'єр-ліги. В результаті була створена Жіноча суперліга Футбольної асоціації. Перша гра новоствореного турніру відбулась 13 квітня 2011 року. В дебютному сезоні брали участь вісім команд: «Арсенал», «Челсі», «Ліверпуль», «Евертон», «Донкастер Роверс Беллес», «Бірмінгем Сіті», «Бристольська академія» та «Лінкольн Лейдіс». У 2014 році ліга була розширена до 18 команд, шляхом створення Жіночої суперліги 2, що складалась з 10 клубів.
З 2017 року Жіноча суперліга Футбольної асоціації перейшла на новий календар. З метою допомоги призерам, що беруть участь у Лізі чемпіонів УЄФА, та через бажання максимально прирівняти жіночу лігу з чоловічою Прем'єр-лігою сезон розпочали з осені. Перехідний період зайняв укорочений чемпіонат 2017 року, який проходив з лютого по травень і отримав назву «Весняна серія Жіночої суперліги Футбольної асоціації» (FA WSL Spring Series).
Починаючи з сезону 2018—19 жіноча суперліга Футбольної асоціації стала повністю професійною. Наразі в ній можуть брати участь лише клуби, які отримали ліцензію у Футбольної асоціації Англії. Жіноча суперліга 2 була перейменована на жіночий Чемпіоншип.

## Чемпіони

### Призери Суперліги
| Сезон     | Чемпіон          | Віце-чемпіон        | 3 місце             | Найкраща бомбардирка                                          |
| --------- | ---------------- | ------------------- | ------------------- | ------------------------------------------------------------- |
| 2011      | «Арсенал»        | «Бірмінгем Сіті»    | «Евертон»           | Рейчел Вільямс («Бірмінгем Сіті») - 14                        |
| 2012      | «Арсенал»        | «Бірмінгем Сіті»    | «Евертон»           | Кім Літтл («Арсенал») - 11                                    |
| 2013      | «Ліверпуль»      | «Бристоль Сіті»     | «Арсенал»           | Наташа Доуі («Ліверпуль») - 13                                |
| 2014      | «Ліверпуль»      | «Челсі»             | «Бірмінгем Сіті»    | Карен Карні («Бірмінгем Сіті») - 8                            |
| 2015      | «Челсі»          | «Манчестер Сіті»    | «Арсенал»           | Бет Мід («Сандерленд») - 12                                   |
| 2016      | «Манчестер Сіті» | «Челсі»             | «Арсенал»           | Еніола Алуко («Челсі») - 9                                    |
| 2017—2018 | «Челсі»          | «Манчестер Сіті»    | «Арсенал»           | Еллен Вайт («Бірмінгем Сіті») - 15                            |
| 2018—2019 | «Арсенал»        | «Манчестер Сіті»    | «Челсі»             | Вівіанн Мідема («Арсенал») - 22                               |
| 2019—2020 | «Челсі»          | «Манчестер Сіті»    | «Арсенал»           | Вівіанн Мідема («Арсенал») - 16                               |
| 2020—2021 | «Челсі»          | «Манчестер Сіті»    | «Арсенал»           | Сем Керр («Челсі») - 21                                       |
| 2021—2022 | «Челсі»          | «Арсенал»           | «Манчестер Сіті»    | Сем Керр («Челсі») - 20                                       |
| 2022—2023 | «Челсі»          | «Манчестер Юнайтед» | «Арсенал»           | Рейчел Дейлі («Астон Вілла») - 22                             |
| 2023—2024 | «Челсі»          | «Манчестер Сіті»    | «Арсенал»           | Хадіджа Шоу («Манчестер Сіті») - 21                           |
| 2024—2025 | «Челсі»          | «Арсенал»           | «Манчестер Юнайтед» | Хадіджа Шоу («Манчестер Сіті») Алессія Руссо («Арсенал») - 12 |

### Чемпіони Суперліги
| Місце | Клуб             | Чемпіонств | Віце-чемпіонств | Останній титул |
| ----- | ---------------- | ---------- | --------------- | -------------- |
| 1     | «Челсі»          | 8          | 2               | 2025           |
| 2     | «Арсенал»        | 3          | 2               | 2019           |
| 3     | «Ліверпуль»      | 2          | 0               | 2014           |
| 4     | «Манчестер Сіті» | 1          | 6               | 2016           |
|       |                  |            |                 |                |

### Кількість перемог в Суперлізі за містами
Жіночу суперлігу Футбольної асоціації вигравали клуби з 3 міст.
| Місто     | Кількість титулів | Клуби                      |
| --------- | ----------------- | -------------------------- |
| Лондон    | 11                | «Челсі» (8), «Арсенал» (3) |
| Ліверпуль | 2                 | «Ліверпуль» (2)            |
| Манчестер | 1                 | «Манчестер Сіті» (1)       |